# Calupoh
O Calupoh trata-se de uma raça híbrida de cachorro, oriunda do México que origina-se do cruzamento seletivo de cães e lobos. Seu desenvolvimento inicia-se nos anos 1990, em um projeto de patrimônio cultural para recriar antigos cães-lobos mexicanos mencionados em textos pré-colombianos e retratados em obras de artes maias e aztecas.
Em setembro de 1999, foi reconhecida pela Federración Canófila de México, o canil mexicano representante da FCI no país. Elevando o número de raças de cães mexicanos para três, ao lado do Xoloitzcuintles e o Chihuahua.